# Hypogastrura franconiana
Hypogastrura franconiana är en urinsektsart som först beskrevs av Stach 1949.  Hypogastrura franconiana ingår i släktet Hypogastrura och familjen Hypogastruridae. Inga underarter finns listade i Catalogue of Life.